# Niteroi-klass
Niteroi-klass är en klass fregatter konstruerade av Vosper Thorneycroft för Brasiliens flotta. Fartygsklassen kallas Mk 10 av tillverkaren och är de största fartyg som tillverkats av Vosper Thorneycroft, något större än den brittiska Amazon-klassen.
De fyra första fartygen (Niterói, Defensora, Constituição och Liberal) byggdes i Southampton. Dessa fyra fartyg var av varianten ASW och specialiserade för ubåtsjakt med bland annat ett robotsystemet Ikara och släpsonar. Följande två fartyg (Independência och União) byggdes i Rio de Janeiro och var av varianten GP. Förkortningen står för General Purpose, men de är i själva verket specialiserade för ytstrid och beväpnade med Exocet-robotar i stället för 40 mm automatkanoner och med ytterligare en 114 mm kanon i stället för Ikara-systemet. Både ASW- och GP-varianterna hade en dubbelpipig 375 mm Bofors antiubåtsraketpjäs framför bryggan och Sea Cat-robotar på helikopterhangarens tak. I början av 1980-talet byggdes det sista fartyget i klassen, Brasil. Hon är till skillnad från de andra fartygen i klassen helt obeväpnad och används som skolfartyg.
År 1997 startade ett moderniseringsprogram som i stort sett eliminerade skillnaderna mellan ASW- och GP-varianterna. Luftvärnssystemet Aspide ersatte Ikara-systemet respektive den aktre kanonen. Seacat-systemet skrotades. Nya mindre avfyringstuber för Exocet-robotarna gjorde att de fick plats på avsatsen mellan masterna och att utrymmet bakom bryggvingarna kunde användas för Bofors Sea Trinity system i stället för de äldre luftvärnskanonerna. Dessutom moderniserades radarsystemen, eldledningssystemen och stridsledningen.

## Fartyg i klassen
| Namn          | Nummer | Varv                | Kölsträckt        | Sjösatt          | Tagen i tjänst    |
| ------------- | ------ | ------------------- | ----------------- | ---------------- | ----------------- |
| Niterói       | F40    | Vosper Thorneycroft | 8 juni 1972       | 8 februari 1974  | 20 november 1976  |
| Defensora     | F41    | Vosper Thorneycroft | 14 december 1972  | 27 mars 1975     | 3 mars 1977       |
| Constituição  | F42    | Vosper Thorneycroft | 13 mars 1974      | 15 april 1976    | 31 mars 1978      |
| Liberal       | F43    | Vosper Thorneycroft | 2 maj 1975        | 7 februari 1977  | 18 november 1978  |
| Independência | F44    | Arsenal de Marinha  | 11 juni 1972      | 2 september 1974 | 3 september 1979  |
| União         | F45    | Arsenal de Marinha  | 11 juni 1972      | 14 mars 1975     | 12 september 1980 |
| Brasil        | U27    | Arsenal de Marinha  | 18 september 1981 | 2 september 1983 | 21 augusti 1986   |